# Ammoor
Ammoor là một thị xã panchayat của quận Vellore thuộc bang Tamil Nadu, Ấn Độ.

## Nhân khẩu
Theo điều tra dân số năm 2001 của Ấn Độ, Ammoor có dân số 11.296 người. Phái nam chiếm 50% tổng số dân và phái nữ chiếm 50%. Ammoor có tỷ lệ 66% biết đọc biết viết, cao hơn tỷ lệ trung bình toàn quốc là 59,5%: tỷ lệ cho phái nam là 78%, và tỷ lệ cho phái nữ là 55%. Tại Ammoor, 12% dân số nhỏ hơn 6 tuổi.